# Zum goldenen Stern (Magdeburg)

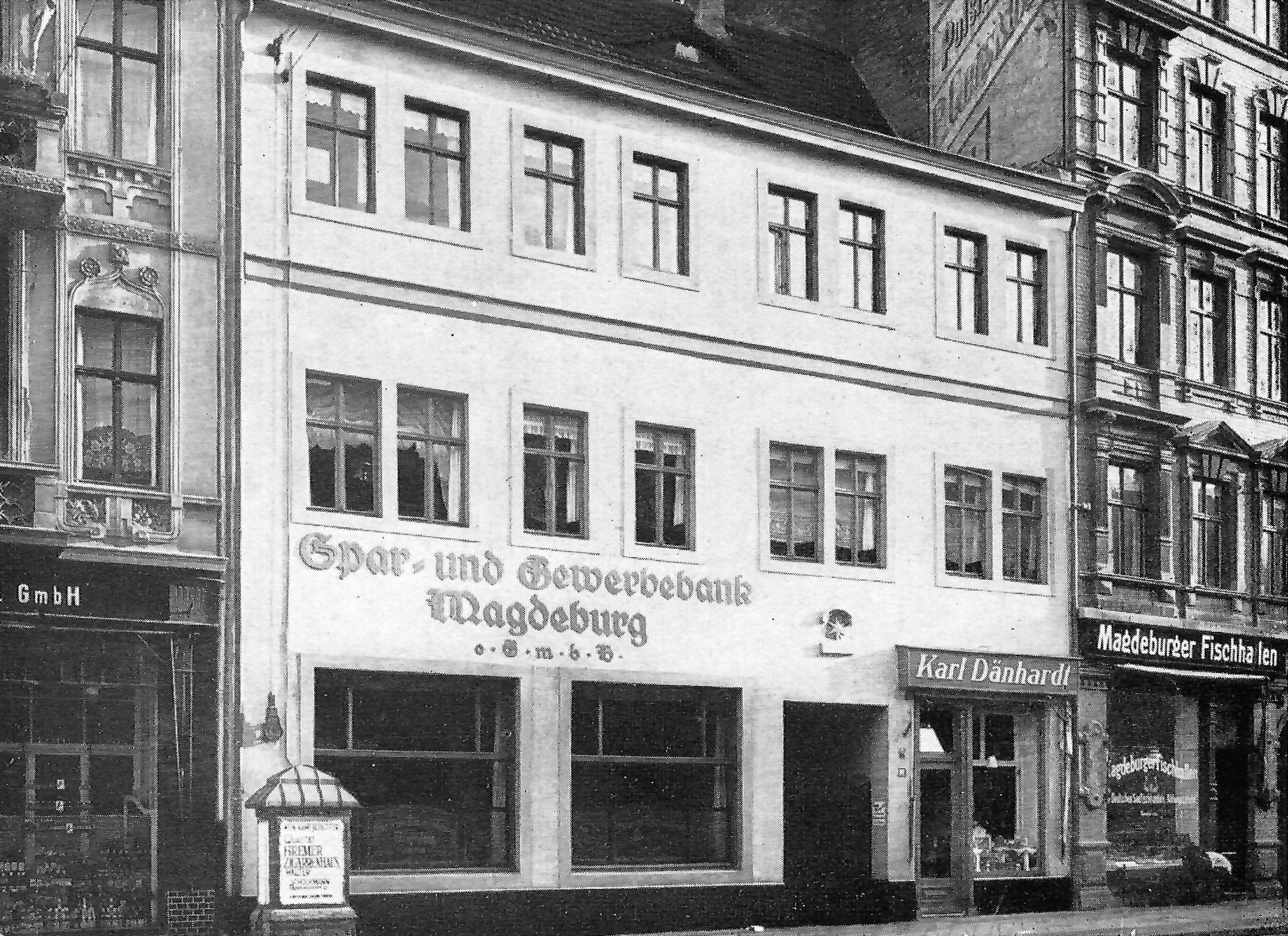
Haus Zum goldenen Stern in den 1920er Jahren

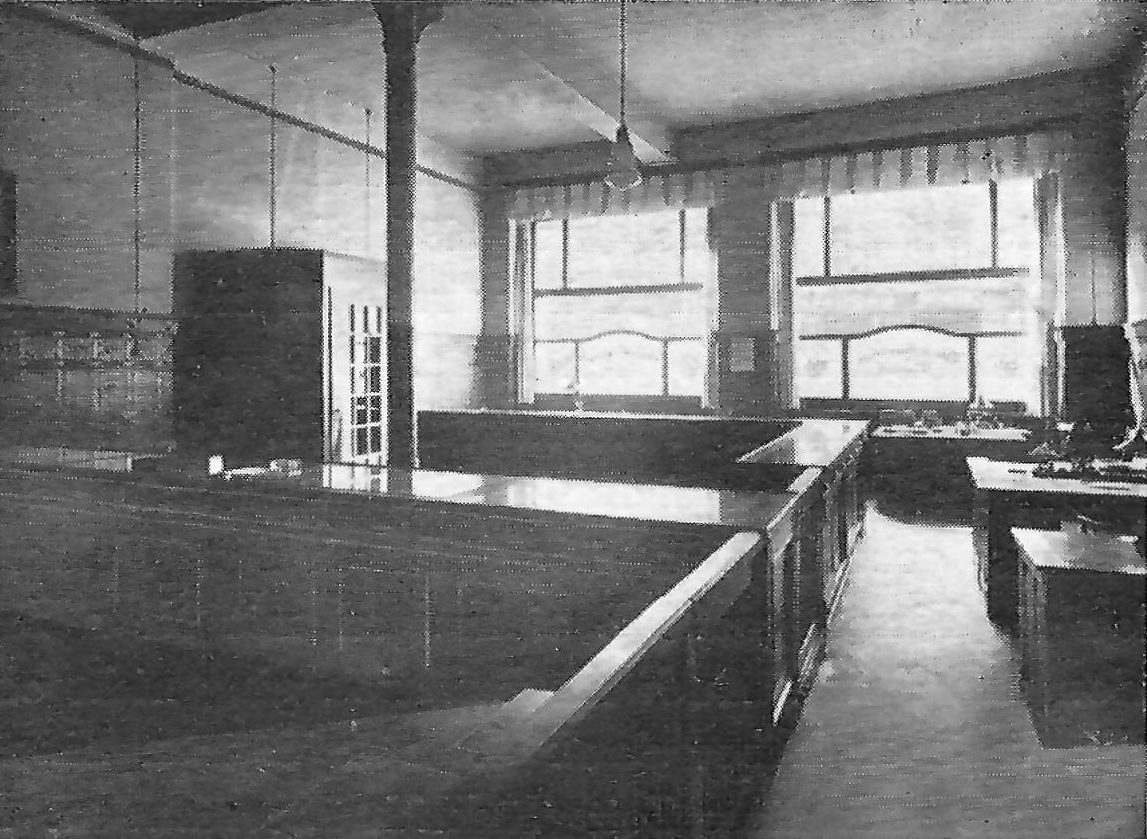
Innenansicht, Kassenraum der Spar- und Gewerbebank

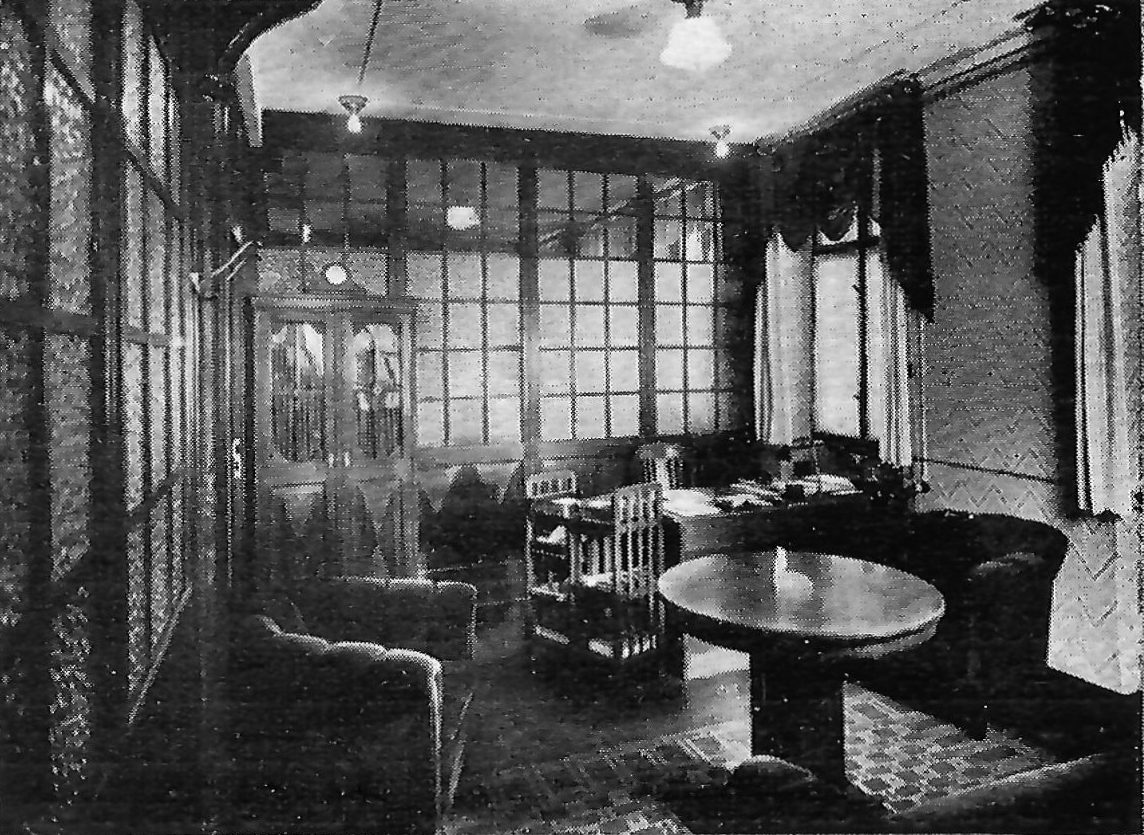
Vorstandszimmer

Das Haus Zum goldenen Stern war ein historisches Wohn- und Geschäftshaus in Magdeburg im heutigen Sachsen-Anhalt.

## Lage
Das Gebäude befand sich in der Magdeburger Altstadt auf der Ostseite des Breiten Wegs an der Adresse Breiter Weg 91.
Heute befindet sich am ehemaligen Standort des Gebäudes der Zehngeschosser südlich der Einmündung der Großen Steinernetischstraße auf den Breiten Weg.

## Geschichte
Das hier ursprünglich befindliche Brauhaus brannte bei einem Stadtbrand im Jahr 1613 nieder. Bis zur Zerstörung Magdeburgs im Jahr 1631 war das Grundstück noch nicht wieder bebaut worden. 1631 und 1638 wurden als Eigentümer die Erben von Georg Lorenz (auch Laurentz) geführt, bis 1651 Johann Lorenz. Er galt jedoch als verschollen, so dass die städtische Kämmerei schon in der Zeit vor 1638 das Haus einzog. Ein Teil des Grundstücks war abgetrennt und mit einer Scheune bebaut worden. Bis 1652 machte jedoch ein Herr Möser aus Hamburg einen Erbanspruch geltend. Im Jahr 1672 gehörte es dann dem Fleischer Kaspar Schröder, der das Grundstück neu bebaute. Er war auch noch 1684 Eigentümer, ihm folgte bis zu ihrem Tod 1690 seine Witwe nach. Erbe wurde der Seifensieder Peters, dem es bis zu seinem Tod 1720 gehörte. Im gleichen Jahr erwarb es dann für 3050 Taler der Seifensieder Gottfried Lepper.
1803 war ein Everth Eigentümer, 1817 der Banquier, Wechsler und Brauereibesitzer Ludw. Everth. In der Zeit um 1823 war Eigentümer des Brauhauses der Brauer Johann Gottfried Strasser, der auch als Beisitzer im städtischen Eichamt wirkte. Auch 1845 gehörte es mit der Witwe Everth noch der gleichen Familie. 1870 war der Restaurateur Köthner Eigentümer. Am 16. November 1904 kam es gegen 23.00 Uhr im Haus zu einem Dachstuhlbrand. In einem mehr als einstündigen Einsatz gelang es der Feuerwehr, den Brand zu löschen. 1914 und 1925 gehörte das Gebäude der Witwe Grobe und blieb dann im Eigentum der Grobes. Zumindest in den 1920er Jahren befand sich hier der Sitz der Spar- und Gewerbebank Magdeburg. 1938 gehörte es dem Bankbeamten Grobe und 1940 dann bis 1944/1945 den Grobeschen Erben. Als Mieter befanden sich 1942/1943 die Fleischerei W. Holstein, das Baugeschäft P. Lange, die Gemüsehandlung W. Loof und die Buchhandlung Julius Neumann und O. Rammnitz im Haus.
Im Zweiten Weltkrieg wurde das Gebäude zerstört. 1946 barg das Team unter Werner Priegnitz den Hausstein aus den Trümmern. Der Stein wurde eingelagert. In der Zeit der DDR entstand in diesem Bereich ein zehngeschossiges Wohn- und Geschäftshaus in Plattenbauweise.

## Architektur
Die zum Breiten Weg ausgerichtete Westfassade des dreigeschossige Gebäude war achtachsig ausgeführt, wobei die Fenster jeweils paarweise angeordnet waren. Die Fenstergewände waren original erhalten und wiesen karniesförmige Profile auf. Im Erdgeschoss befanden sich Ladengeschäfte. In der fünften und sechsten Achse lag der Hauseingang, über dem sich das einen goldenen Stern zeigende Hauszeichen mit der Jahreszahl 1697 befand. Die Jahreszahl war jedoch schwer lesbar und wurde auch als 1607 oder 1667 gedeutet. Am Gesims des Haussteins, oberhalb des Hauszeichens, befand sich die Inschrift I.L.F., deren Bedeutung unklar ist.
Unterhalb des Hauszeichens befand sich auf dem Hausstein die Inschrift: